# Anommatoptera ingens
Anommatoptera ingens är en insektsart som beskrevs av Vignon 1923. Anommatoptera ingens ingår i släktet Anommatoptera och familjen vårtbitare. Inga underarter finns listade i Catalogue of Life.